# 德卢斯北港灯塔
德卢斯北港灯塔（英語：Duluth Harbor North Pier Light）是位于美国明尼苏达州杜魯斯的一個灯塔。2016年，德卢斯北港灯塔被列入國家史蹟名錄。2021年5月，美国联邦总务署有意轉讓或出售德卢斯北港灯塔。